# 1890 en science
| Années de la science : 1887 - 1888 - 1889 - 1890 - 1891 - 1892 - 1893    |
| Décennies de la science : 1860 - 1870 - 1880 - 1890 - 1900 - 1910 - 1920 |

Cet article présente les faits marquants de l'année 1890 en science.

## Événements
- 1er février : dans un article publié dans le Zeitschrift für Physikalische Chemie intitulé Beiträge zur Kenntnis der Affinitätskoeffizienten der Alkylhaloide und der organischen Amine[1], le chimiste russe Nikolaï Menchoutkine découvre qu'une amine tertiaire peut être transformée en sel d'ammonium quaternaire par réaction avec un halogénure d'alcane (réaction de Menshutkin).
- 23 juin : lors d'une conférence faite devant la Société chimique de Berlin[2], le chimiste allemand Emil Fischer exposé ses travaux sur la nature stéréochimique isomérique des sucres, par épimérisation entre les acides gluconique et mannonique et sur la synthèse du glucose, du fructose et du mannose à partir du glycérol.

- 4 août : le médecin et microbiologiste allemand Robert Koch annonce lors du dixième congrès médical international de Berlin sa découverte de la tuberculine, qu'il présente comme un traitement contre la tuberculose[3].
- 25 septembre : création du Parc national de Sequoia en Californie[4].
- 1er octobre : création du Parc national de Yosemite en Californie[4].

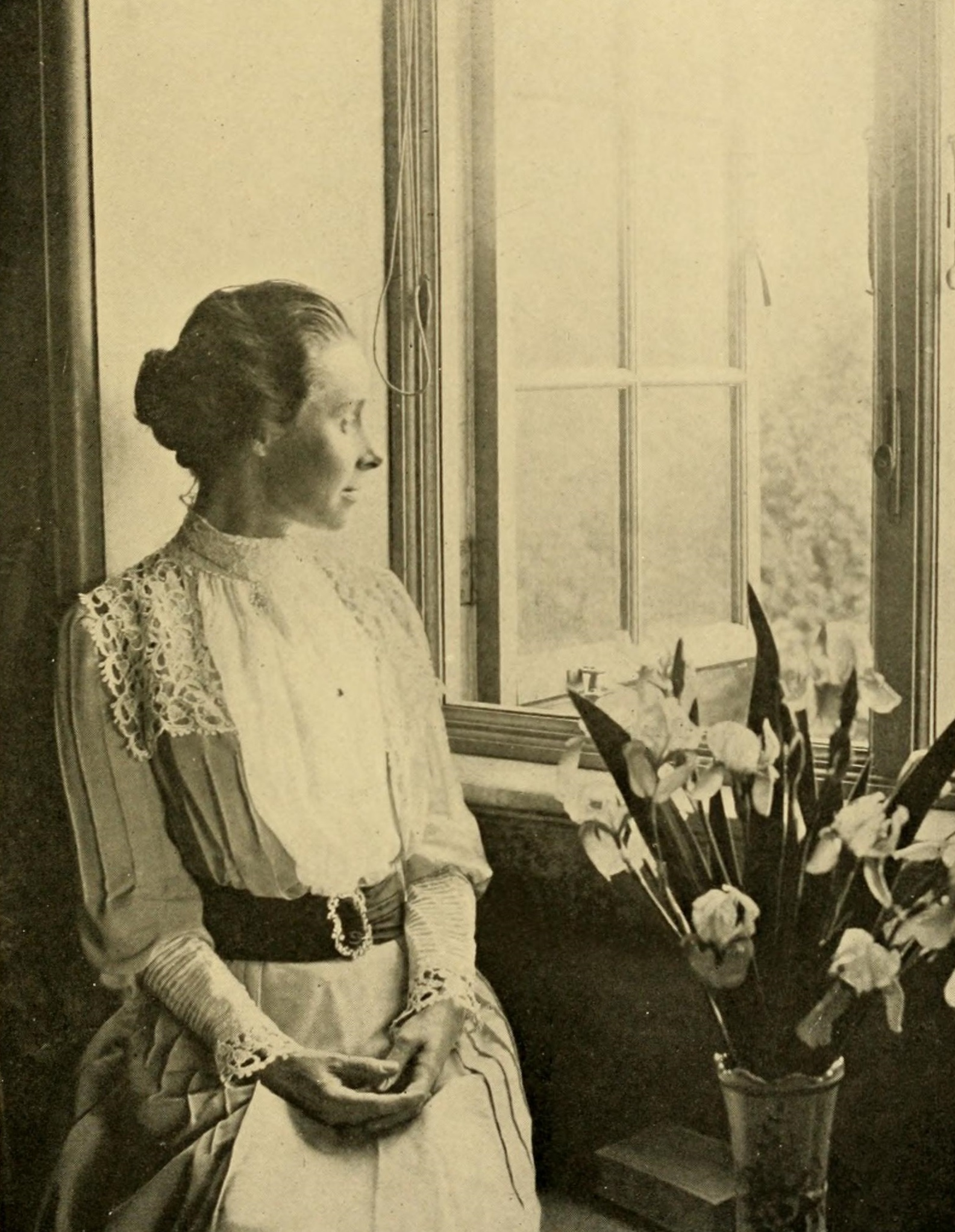
Philippa Fawcett dans sa chambre au Newnham College en 1891.

- Le zoologiste américain Walter Heape (en) réussit chez le lapin le premier transfert d'un embryon d'une femelle de mammifère à une autre[5].

### Technologie
- 2 mai : sortie de la première Panhard & Levassor Type A, première automobile produite en série[6].

- 1er juin : le Bureau du recensement des États-Unis utilise un calculateur électrique mis au point par Herman Hollerith[7].
- 9 octobre : premier vol de l'avion Éole de l'ingénieur français Clément Ader, lequel pour la première fois réussit à faire voler « un engin plus lourd que l'air ». Il s'élève à 20 centimètres du sol et parcourt 50 mètres dans le parc du château de Gretz-Armainvilliers[8].

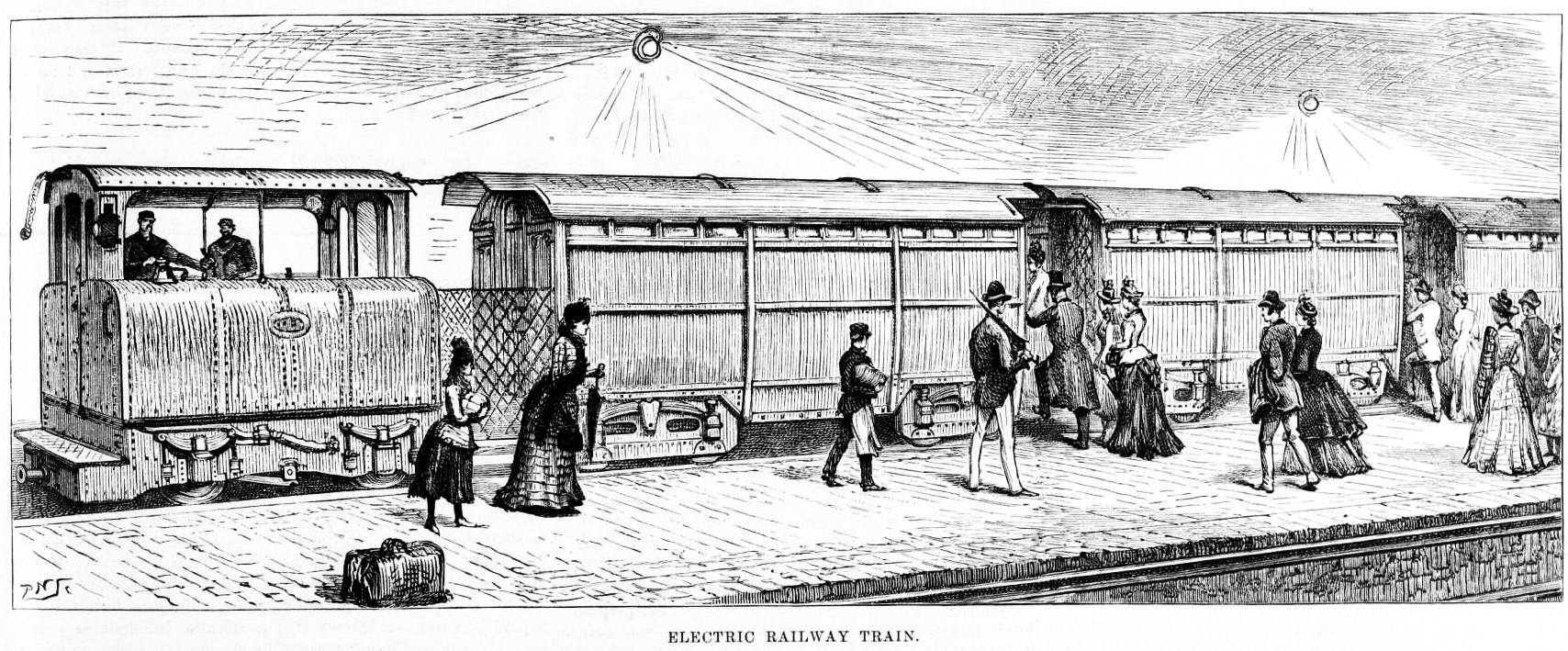
Un train du City & South London Railway, 1890

- 4 novembre : City & South London Railway[9]. Ouverture de la première ligne électrifiée du métro de Londres, le Northern Line.

- 24 novembre : le physicien français Édouard Branly remet à l'Académie des Sciences un mémoire sur le cohéreur ou radioconducteur à limaille. C'est un détecteur d'ondes électromagnétiques qui permet d'envisager des « liaisons hertziennes » entre un émetteur et un récepteur[10].

## Publications
- Charles-Édouard Brown-Séquard : Exposé des effets produits chez l'homme par des injections sous-cutanées d'un suc retiré des testicules d'animaux vivants ou venant de mourir.
- John Dreyer : Nouveau Catalogue Général de nébuleuses et d'amas stellaires.
- William James : The Principles of Psychology.
- Jacques Loeb : Der Heliotropismus der Thiere und seine Uebereinstimmung mit dem Heliotropismus der Pflanzen
- Ernest Renan : L’avenir de la science, pensées de 1848.
- Santiago Ramón y Cajal : Manual de Anatomía Patológica General.

## Prix
- Médailles de la Royal Society
  - Médaille Copley : Simon Newcomb

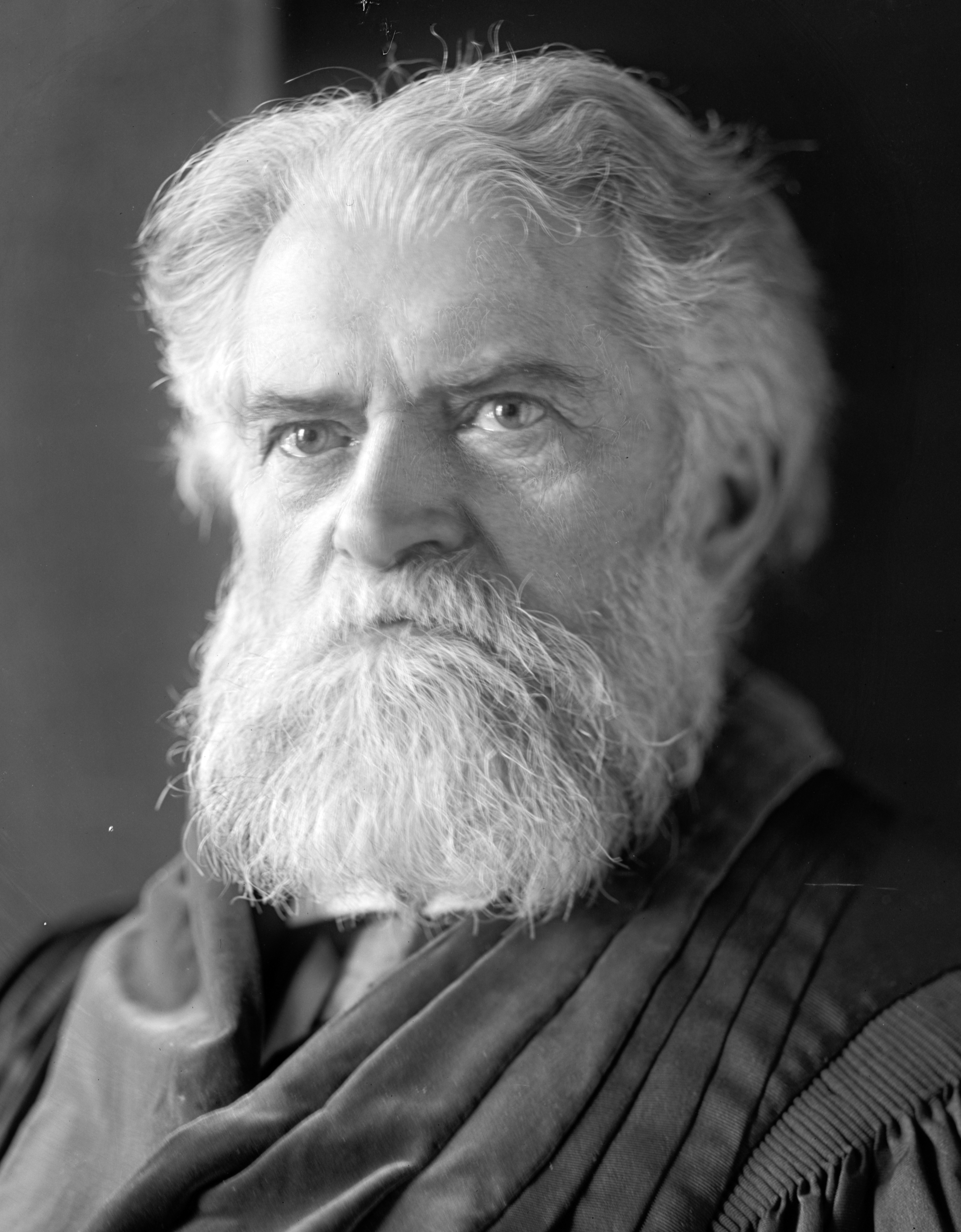
Simon Newcomb

  - Médaille Darwin : Alfred Russel Wallace
  - Médaille Davy : Hermann Emil Fischer
  - Médaille royale : John Hopkinson, David Ferrier
  - Médaille Rumford : Heinrich Rudolf Hertz

- Médailles de la Geological Society of London
  - Médaille Lyell : Thomas Rupert Jones
  - Médaille Murchison : Edward Hull
  - Médaille Wollaston : William Crawford Williamson

- Médaille Linnéenne : Thomas Henry Huxley

## Naissances
- 10 janvier : Harold Alden (mort en 1964), astronome américain.
- 12 janvier : Joseph Helffrich (mort en 1971), astronome allemand.
- 14 janvier : Arthur Holmes (mort en 1965), géologue britannique.

- 17 février : Ronald Fisher (mort en 1962), biologiste et statisticien britannique.
- 27 mars : Per Collinder (mort en 1975), astronome suédois.
- 29 mars : Harold Spencer Jones (mort en 1960), astronome britannique.
- 31 mars : William Lawrence Bragg (mort en 1971), physicien britannique, prix Nobel de physique en 1915.
- 6 avril : André Danjon (mort en 1967), astronome français.
- 9 avril : Raymond Vaufrey (mort en 1967), géologue, paléontologue et préhistorien français.
- 21 avril : Walter Grotrian (mort en 1954), astronome et astrophysicien allemand.
- 4 mai : Hugh Beaver (mort en 1967), ingénieur, industriel et statisticien britannique.

- 16 juin : Nae Ionescu (mort en 1940), philosophe, logicien, journaliste, professeur d’université et mathématicien roumain.
- 12 juillet : Woon Young Chun (mort en 1971), botaniste chinois.
- 11 août :  Charles Saumagne (mort en 1972), archéologue, avocat et historien français.
- 29 août : Richard Oswald Karl Kräusel (mort en 1966), botaniste allemand.
- 10 septembre : Mortimer Wheeler (mort en 1976), archéologue écossais.
- 22 septembre : Ferdinand Gonseth (mort en 1975), philosophe et mathématicien suisse.
- 26 septembre : Jean Théodore Delacour (mort en 1985), ornithologue américain d'origine française.

- 8 octobre : René Guilbaud (mort en 1928), aviateur français.
- 30 octobre : Jeanne Cuisinier (morte en 1964), ethnologue française.
- 31 octobre : Joseph Pérès (mort en 1962), mathématicien et physicien français.
- 20 décembre : Jaroslav Heyrovský (mort en 1967), physicien et chimiste tchèque, prix Nobel de chimie en 1959.
- 21 décembre : Hermann Joseph Muller (mort en 1967), généticien américain, prix Nobel de physiologie ou médecine en 1946.

## Décès

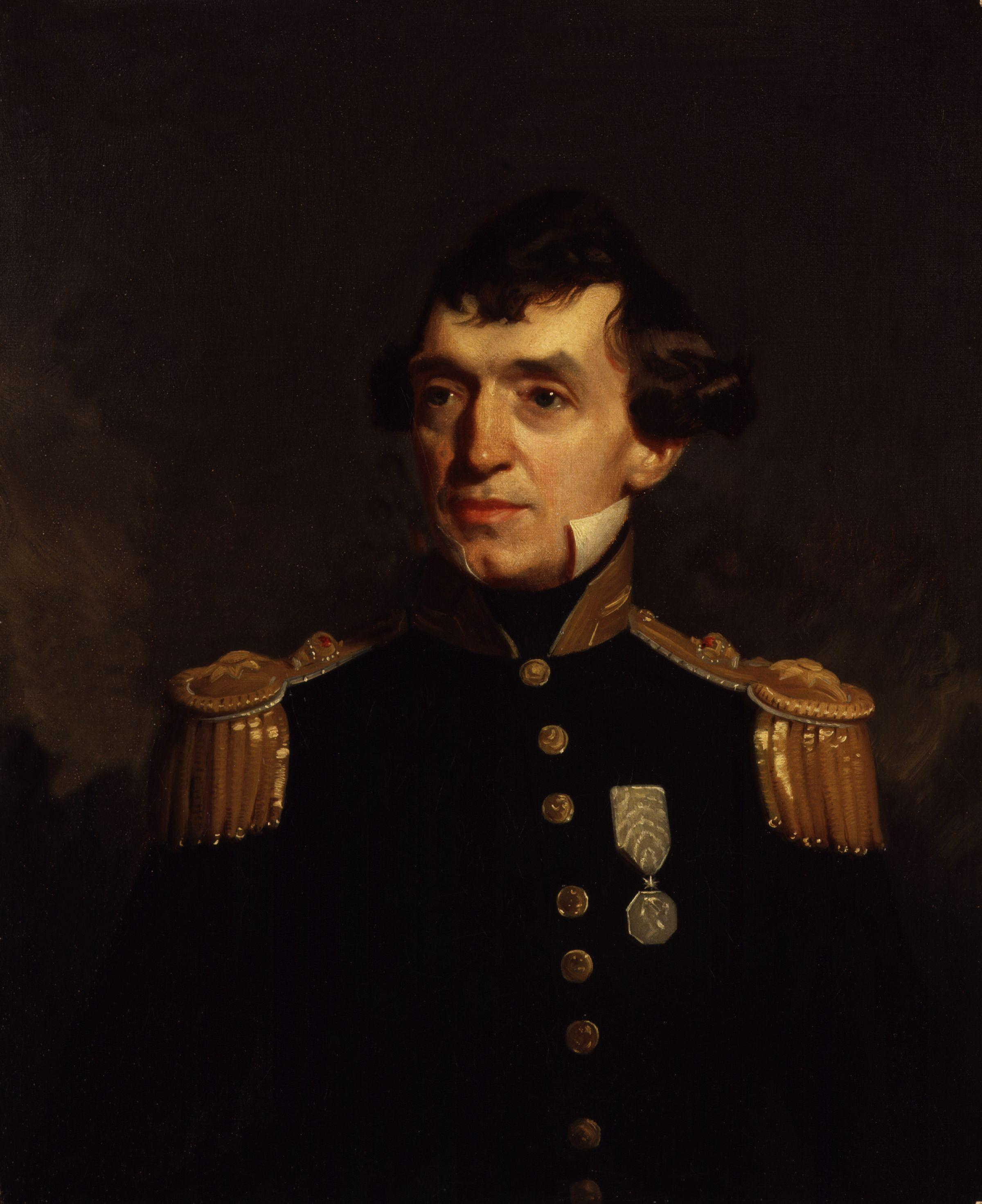
Robert McCormick, portrait par Stephen Pearce.

- 16 février : Robert Kane (né en 1809), chimiste irlandais.
- 16 mars : African Spir (né en 1837), philosophe et logicien russe néokantien d'origine allemande.
- 25 mars : John Turtle Wood (né en 1821), architecte, ingénieur et archéologue anglais.
- 4 avril : Edmond Hébert (né en 1812), géologue français.
- 15 avril :  Eugène-Melchior Péligot (né en 1811), chimiste français.
- 7 mai : James Nasmyth (né en 1808), mécanicien et astronome écossais.
- 24 mai : Jean-Baptiste Noulet (né en 1802), chercheur et naturaliste français.
- 18 juillet : Christian Heinrich Friedrich Peters (né en 1813), astronome américain.
- 3 août : Henry Toussaint (né en 1847), médecin et vétérinaire français.
- 4 septembre : Georges Bouet (né en 1817), peintre et archéologue français.
- 21 septembre : Victor Guérin (né en 1821), universitaire et ethnologue français.
- 25 octobre : Robert McCormick (né en 1800), chirurgien, explorateur et naturaliste anglais de la Royal Navy.
- 10 novembre : Édouard Le Héricher (né en 1812), archéologue et philologue français.
- 12 novembre : Marie-Joseph Brune (né en 1807), archéologue français.
- 26 décembre : Heinrich Schliemann (né en 1822), archéologue allemand.